# Paraserixia borneensis
Paraserixia borneensis är en skalbaggsart som beskrevs av Stefan von Breuning 1982. Paraserixia borneensis ingår i släktet Paraserixia och familjen långhorningar. Inga underarter finns listade i Catalogue of Life.